# Вуйцик, Збигнев
Зби́гнев Стани́слав Ву́йцик (пол. Zbigniew Stanisław Wójcik; 29 октября 1922, Варшава — 22 марта 2014) — польский историк, профессор (с 1971), доктор исторических наук (1950).

## Биография
Окончил гимназию и лицей им. Стефана Батория. Во время немецкой оккупации сражался в рядах подпольной Армии Крайовой, посещал занятия тайного Варшавского университета.
В 1944—1947 обучался в Люблинском католическом и Варшавском университетах. Степень магистра получил за работу «Политика Рудольфа II в отношении казачества 1594—1595», написанную им под руководством профессора В. Томкевича, который также выдвинул его кандидатуру на звание доктора наук, которое Вуйцик получил в 1950 за работу «Украина в 1660—1663 гг.».
В 1947—1948 — сотрудник Государственного музея в Неборове, в 1948—1961 — Главного архива древних актов в Варшаве, затем — Дирекции государственных архивов. В 1960 хабилитирован (на право преподавательской работы) в Варшавском университете на основании работы «Андрусовский трактат 1667 года и его генезис» (1959). С 1959 работал в Институте истории Польской академии наук, с 1971 — профессор. Архивные поиски проводил в
СССР, Франции, Великобритании, Австрии.
В 1972 читал лекции в Гарвардском, а в 1979 — Колумбийском университетах (США).
Принимал участие в международных конгрессах и конференциях во Флоренции (1956), Софии (1963), Сан-Франциско (1975).
Почетный доктор правоведения, член-корреспондент Польской академии знаний, Украинской академии искусств и науки в США, института Юзефа Пилсудского в Нью-Йорке и др. 
22 марта 2014 года скончался.

## Научная деятельность
Научные исследования З. Вуйцик посвящены проблемам общей и польской истории XVI—XVIII вв., прежде всего истории международных отношений в Восточной Европе, польско-украинским, российским и татарским отношениям и взаимосвязям.
Автор ряда книг и нескольких сотен научных публикаций, в том числе, монографии «Дикое Поле в огне. Про казаччину в старой Речи Посполитой» (1960, 1961, 1968), которая ознаменовала перелом в польской историографии польско-украинских отношений, благодаря широкой, разносторонней и объективной ретроспективе генезиса позднейших конфликтов между двумя народами.

## Избранная библиография
- Historia powszechna XVI—XVII w. (1968; 1973; 1979; 1991; 1995);
- Dzieje Rosji 1533—1801 (1971;1981);
- Jan Sobieski (1983; 1994);
- Jan Kazimierz Waza (1997,
- Rzeczpospolita wobec Turcji i Rosji 1674—1679. Studium z dziejów polskiej polityki zagranicznej (1976)
- Wojny kozackie w dawnej Polsce (1989)
- Jan III Sobieski (1991)
- Liberum veto (1992)
- Józef Piłsudski 1867—1935 (1999)
- Hadży Mehmed Senai z Krymu,
- Historia Chana Islam Gereja III и др.

## Награды
- Командорский крест ордена Возрождения Польши (1993).